# Kreuzweg zur Wies (Freising)
Der Kreuzweg zur Wies ist eine Kreuzweganlage im Norden von Freising (Oberbayern). Er führt vom nördlichen Stadtrand (Beginn des Kreuzwegs) durch den Wieswald, vorbei am Waldfriedhof zur Wieskirche.
Angelegt wurde der Kreuzweg im Jahr 1860 durch den Freisinger Stadtpfarrer Simon Plank. Er stiftete die Anlage, nachdem Mitte der 1840er Jahre eine Wiederbelebung der Wallfahrt zur Wieskirche eingesetzt hatte.
Der Kreuzweg besteht aus 14 gemauerten und verputzten Bildstöcken. In ihnen sind die 14 Stationen des Leidensweges Jesu Christi am Tag seines Todes dargestellt. Unter den als Reliefs ausgeführten Motiven befinden sich kurze Beschreibungen des Geschehens und Gebetstexte.
Die gesamte Anlage wurde 1999 durch den Kirchenmaler Bernd Flassak erneuert.

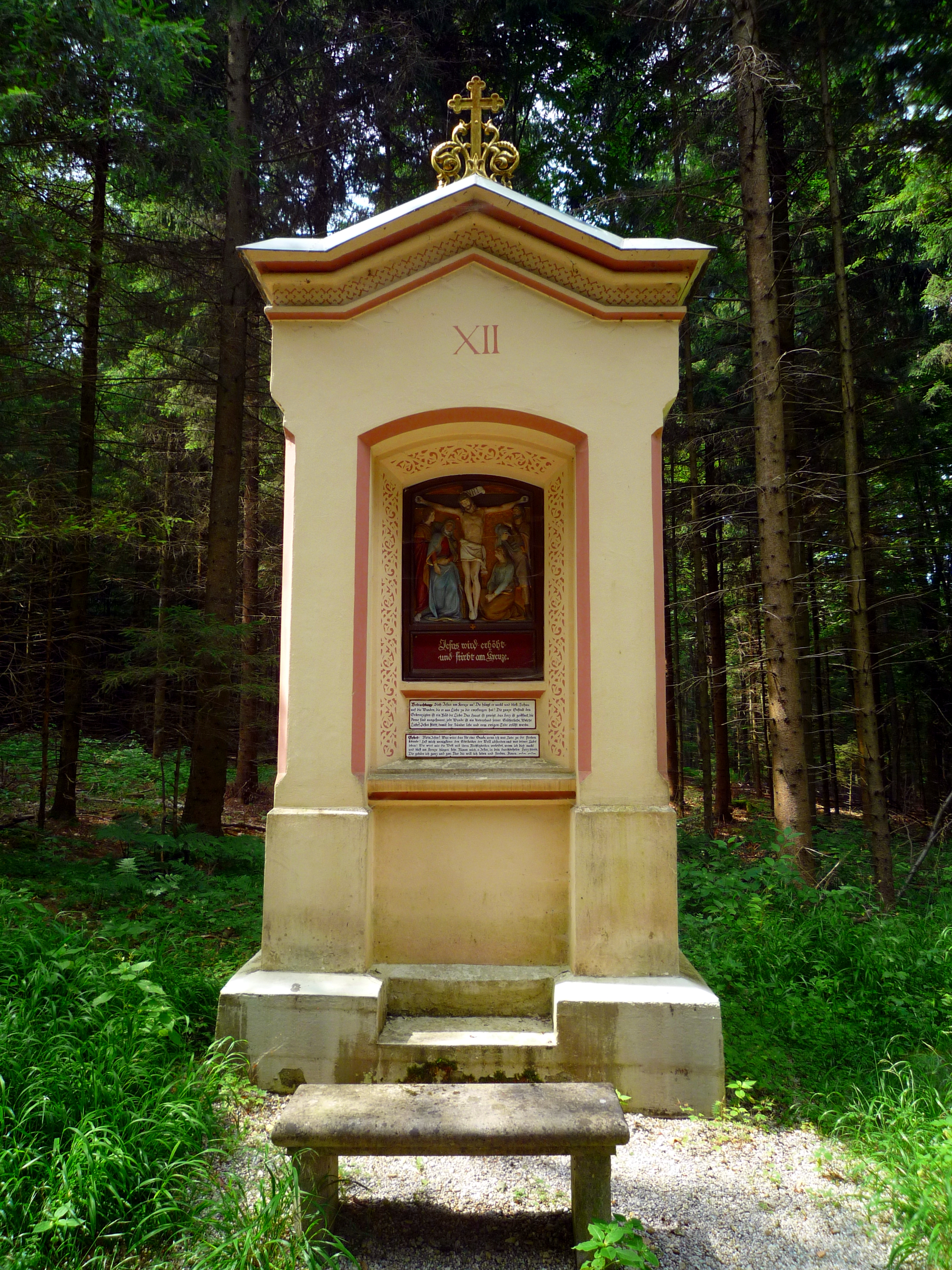
Bildstock 12
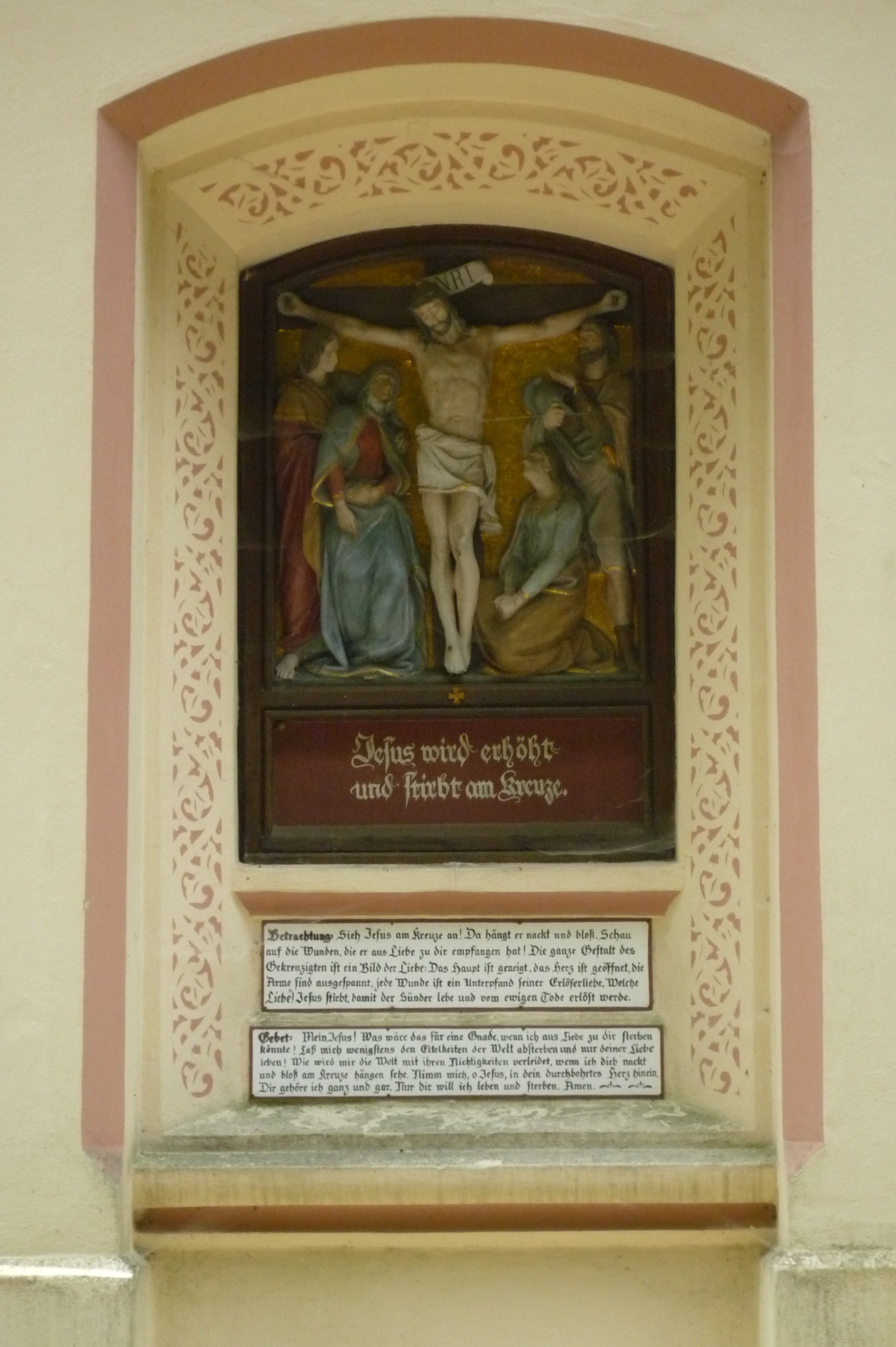
Detail Bildstock 12
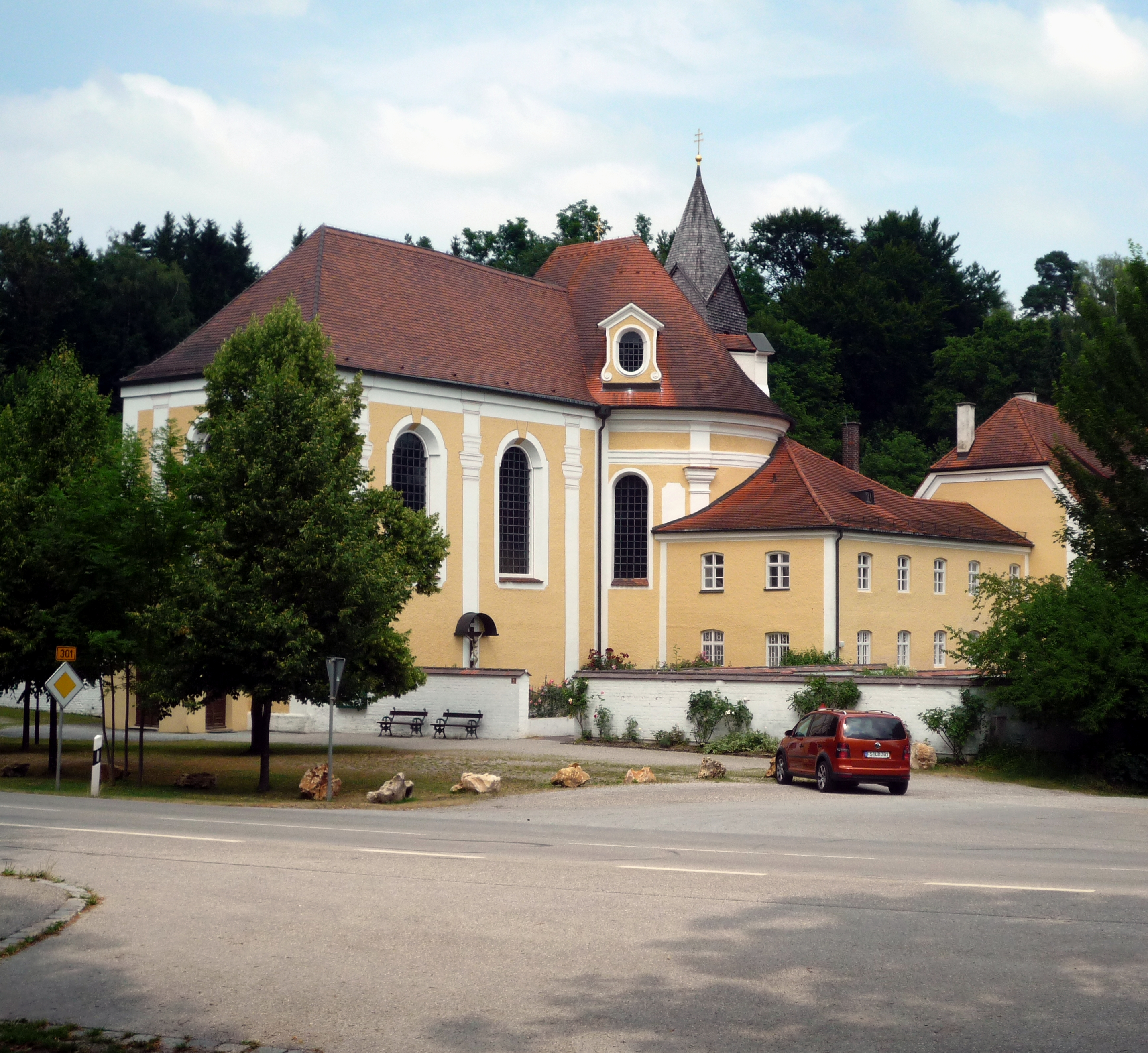
Wieskirche